# Campeonato Argentino de Futebol de 2024 – Primeira Divisão
A Primeira Divisão do Campeonato Argentino de Futebol de 2024, também conhecida como Primera División Argentina 2024 ou Liga Profesional 2024 (oficialmente como Torneo Betano 2024 por conta do patrocínio da casa de apostas esportivas Betano), foi a 95ª temporada e 139ª edição da principal divisão profissional do futebol argentino. Foi o quarto organizado pela Liga Profissional de Futebol (Liga Profesional de Fútbol), órgão interno da Associação do Futebol Argentino (AFA).
Começou em 10 de maio e terminou em 16 de dezembro. Vinte e oito equipes competiram na liga: vinte e seis vindas da temporada 2023 e duas promovidas da Primera Nacional de 2023 (Independiente Rivadavia e Deportivo Riestra), ambas participando da primeira divisão argentina pela primeira vez na história nesta temporada. O River Plate era o campeão vigente.
Em 25 de maio de 2024, a partida entre Godoy Cruz e San Lorenzo (3ª rodada) foi suspensa aos 48 minutos após uma briga entre torcedores do Godoy Cruz nas arquibancadas do Estádio Malvinas Argentinas. O Tribunal Disciplinar da AFA decidiu, em 6 de junho, retomar o jogo e disputar os 42 minutos restantes em uma data a ser determinada, com portões fechados. O Godoy Cruz foi punido com a perda de três pontos, teve que jogar duas partidas com portões fechados, além de arcar com as despesas de viagem do San Lorenzo e pagar uma multa. Em 8 de agosto, o Tribunal de Apelações devolveu os três pontos ao Godoy Cruz, mas manteve as demais punições. A partida foi retomada em 12 de outubro.
Em 15 de dezembro, o Vélez Sarsfield venceu seu 11º título de liga nacional na última rodada depois de derrotar o Huracán por 2-0 e, ao mesmo tempo, o Newell's Old Boys ter derrotado o Talleres por 3-1. Foi o primeiro título do Vélez desde a Supercopa Argentina de 2013. Como campeões, o Vélez ganhou o direito de disputar contra os vencedores da Copa da Liga Profissional de Futebol de 2024 no Trofeo de Campeones de la Liga Profesional de 2024 e os vencedores da Copa Argentina de 2024 na Supercopa Argentina de 2024. Eles também se classificaram automaticamente para a fase de grupos da Copa Libertadores de 2025.

## Formato da competição
A competição foi disputada no formato de turno único, com a participação de 28 equipes (26 da edição anterior mais 2 promovidas da Primera Nacional). O campeão se classificou para a Copa Libertadores de 2025 como Argentina 1. A classificação para os torneios internacionais foi determinada por uma tabela agregada, que considerou os resultados da Primera División de 2024 e da primeira fase da Copa da Liga Profissional de Futebol de 2024.
Nesta temporada, duas equipes seriam rebaixadas para a Primera Nacional. Uma equipe seria rebaixada com base nos coeficientes, enquanto a equipe na última posição da tabela agregada também seria rebaixada. No entanto, em 17 de outubro de 2024, a AFA decidiu que nenhuma equipe seria rebaixada.

## Participantes

### Ascensos e descensos
| Clube                   | Promovido como                   |
| ----------------------- | -------------------------------- |
| Independiente Rivadavia | Campeão da Primera Nacional 2023 |
| Deportivo Riestra       | Vencedor do Torneo Reducido      |

| Clube              | Rebaixado como                      |
| ------------------ | ----------------------------------- |
| Colón              | Perdedor do playoff de rebaixamento |
| Arsenal de Sarandí | 28º no promédio de 2023             |

### Informações dos clubes
| Equipe                  | Cidade                | Província           | Estádio (mando)                     | Capacidade | Títulos (último)   |
| ----------------------- | --------------------- | ------------------- | ----------------------------------- | ---------- | ------------------ |
| Argentinos Juniors      | Buenos Aires          | Capital Federal     | Diego Armando Maradona              | 24 000     | 3 (2010–C)         |
| Atlético Tucumán        | San Miguel de Tucumán | Tucumán             | Monumental José Fierro              | 35 200     | 0 (nenhum)         |
| Banfield                | Banfield              | Buenos Aires        | Florencio Sola                      | 34 901     | 1 (em 2009–A)      |
| Barracas Central        | Buenos Aires          | Capital Federal     | Claudio Chiqui Tapia                | 4 400      | 0 (nenhum)         |
| Belgrano                | Córdoba               | Córdoba             | Gigante de Alberdi                  | 30 500     | 0 (nenhum)         |
| Boca Juniors            | Buenos Aires          | Capital Federal     | Alberto Jacinto Armando             | 49 000     | 35 (2022)          |
| Central Córdoba         | Santiago del Estero   | Santiago del Estero | Alfredo Terrera                     | 16 000     | 0 (nenhum)         |
| Defensa y Justicia      | Florencio Varela      | Buenos Aires        | Norberto Tomaghello                 | 20 000     | 0 (nenhum)         |
| Deportivo Riestra       | Buenos Aires          | Capital Federal     | Guillermo Laza                      | 3 000      | 0 (nenhum)         |
| Estudiantes             | La Plata              | Buenos Aires        | Jorge Luis Hirschi                  | 30 108     | 6 (2010–A)         |
| Gimnasia y Esgrima      | La Plata              | Buenos Aires        | Juan Carmelo Zerillo                | 21 500     | 1 (em 1929)        |
| Godoy Cruz              | Godoy Cruz            | Mendoza             | Malvinas Argentinas                 | 42 000     | 0 (nenhum)         |
| Huracán                 | Buenos Aires          | Capital Federal     | Tomás Adolfo Ducó                   | 48 314     | 5 (1973)           |
| Independiente           | Avellaneda            | Buenos Aires        | Libertadores de América             | 42 069     | 16 (2002)          |
| Independiente Rivadavia | Mendoza               | Mendoza             | Bautista Gargantini                 | 25 000     | 0 (nenhum)         |
| Instituto               | Córdoba               | Córdoba             | Juan Domingo Perón                  | 26 000     | 0 (nenhum)         |
| Lanús                   | Lanús                 | Buenos Aires        | Ciudad de Lanús - Nestor Díaz Pérez | 46 619     | 2 (2016)           |
| Newell's Old Boys       | Rosário               | Santa Fé            | Marcelo Bielsa                      | 42 000     | 6 (2013–F)         |
| Platense                | Vicente López         | Buenos Aires        | Ciudad de Vicente López             | 32 000     | 0 (nenhum)         |
| Racing                  | Avellaneda            | Buenos Aires        | Presidente Perón                    | 51 000     | 18 (2018–19)       |
| River Plate             | Buenos Aires          | Capital Federal     | Antonio Vespucio Liberti            | 66 269     | 38 (Atual campeão) |
| Rosário Central         | Rosário               | Santa Fé            | Dr. Lisandro de la Torre            | 41 465     | 4 (1986–87)        |
| San Lorenzo             | Buenos Aires          | Capital Federal     | Pedro Bidegain                      | 47 964     | 15 (2013–A)        |
| Sarmiento               | Junín                 | Buenos Aires        | Eva Perón                           | 22 000     | 0 (nenhum)         |
| Talleres                | Córdoba               | Córdoba             | Mario Alberto Kempes                | 57 000     | 0 (nenhum)         |
| Tigre                   | Buenos Aires          | Capital Federal     | Coliseo de Victoria                 | 28 684     | 0 (nenhum)         |
| Unión de Santa Fe       | Santa Fé              | Santa Fé            | 15 de Abril                         | 26 000     | 0 (nenhum)         |
| Vélez Sarsfield         | Buenos Aires          | Capital Federal     | José Amalfitani                     | 49 540     | 10 (2012–13)       |

## Classificação
| Pos | Equipe                  | Pts | J  | V  | E  | D  | GP | GC | SG  | Classificação                            |
| --- | ----------------------- | --- | -- | -- | -- | -- | -- | -- | --- | ---------------------------------------- |
| 1   | Vélez Sarsfield         | 51  | 27 | 14 | 9  | 4  | 38 | 16 | +22 | Fase de Grupos da Copa Libertadores 2025 |
| 2   | Talleres                | 48  | 27 | 13 | 9  | 5  | 34 | 27 | +7  |                                          |
| 3   | Racing                  | 46  | 27 | 14 | 4  | 9  | 42 | 30 | +12 |                                          |
| 4   | Huracán                 | 46  | 27 | 12 | 10 | 5  | 28 | 18 | +10 |                                          |
| 5   | River Plate             | 43  | 27 | 11 | 10 | 6  | 38 | 21 | +17 |                                          |
| 6   | Boca Juniors            | 42  | 27 | 11 | 9  | 7  | 30 | 23 | +7  |                                          |
| 7   | Independiente           | 40  | 27 | 9  | 13 | 5  | 25 | 17 | +8  |                                          |
| 8   | Atlético Tucumán        | 40  | 27 | 11 | 7  | 9  | 28 | 27 | +1  |                                          |
| 9   | Unión de Santa Fe       | 40  | 27 | 11 | 7  | 9  | 27 | 26 | +1  |                                          |
| 10  | Platense                | 39  | 27 | 10 | 9  | 8  | 20 | 18 | +2  |                                          |
| 11  | Independiente Rivadavia | 38  | 27 | 10 | 8  | 9  | 23 | 25 | −2  |                                          |
| 12  | Estudiantes             | 36  | 27 | 8  | 12 | 7  | 36 | 34 | +2  |                                          |
| 13  | Instituto               | 36  | 27 | 10 | 6  | 11 | 32 | 31 | +1  |                                          |
| 14  | Lanús                   | 36  | 27 | 8  | 12 | 7  | 28 | 31 | −3  |                                          |
| 15  | Godoy Cruz              | 35  | 27 | 8  | 11 | 8  | 31 | 28 | +3  |                                          |
| 16  | Belgrano                | 35  | 27 | 8  | 11 | 8  | 33 | 32 | +1  |                                          |
| 17  | Deportivo Riestra       | 35  | 27 | 8  | 11 | 8  | 26 | 27 | −1  |                                          |
| 18  | Tigre                   | 34  | 27 | 8  | 10 | 9  | 27 | 30 | −3  |                                          |
| 19  | Gimnasia y Esgrima      | 32  | 27 | 8  | 8  | 11 | 21 | 23 | −2  |                                          |
| 20  | Rosário Central         | 32  | 27 | 8  | 8  | 11 | 27 | 30 | −3  |                                          |
| 21  | Defensa y Justicia      | 32  | 27 | 7  | 11 | 9  | 27 | 33 | −6  |                                          |
| 22  | Central Córdoba         | 31  | 27 | 8  | 7  | 12 | 29 | 36 | −7  |                                          |
| 23  | Argentinos Juniors      | 30  | 27 | 8  | 6  | 13 | 22 | 28 | −6  |                                          |
| 24  | San Lorenzo             | 29  | 27 | 7  | 8  | 12 | 20 | 26 | −6  |                                          |
| 25  | Newell's Old Boys       | 28  | 27 | 7  | 7  | 13 | 22 | 35 | −13 |                                          |
| 26  | Sarmiento               | 26  | 27 | 5  | 11 | 11 | 18 | 28 | −10 |                                          |
| 27  | Banfield                | 24  | 27 | 5  | 9  | 13 | 22 | 36 | −14 |                                          |
| 28  | Barracas Central        | 23  | 27 | 4  | 11 | 12 | 15 | 33 | −18 |                                          |

### Resultados
| Mandante \ Visitante    | ARG | ATU | BAN | BAR | BEL | BOC | CCO | DYJ | DRT | EST | GLP | GOD | HUR | IND | IRV | INS | LAN | NOB | PLA | RAC | RIV | ROS | SLO | SAR | TAL | TIG | UNI | VEL |
| ----------------------- | --- | --- | --- | --- | --- | --- | --- | --- | --- | --- | --- | --- | --- | --- | --- | --- | --- | --- | --- | --- | --- | --- | --- | --- | --- | --- | --- | --- |
| Argentinos Juniors      | —   | 0–0 | 1–0 | 0–1 | —   | —   | 2–1 | —   | —   | —   | —   | —   | 0–0 | —   | —   | —   | 2–0 | 3–0 | —   | —   | 1–0 | 3–2 | 1–0 | 0–0 | 3–0 | 0–2 | —   | 1–1 |
| Atlético Tucumán        | —   | —   | —   | —   | 2–4 | 1–0 | 2–0 | 1–1 | —   | 2–0 | —   | —   | 4–2 | —   | 2–1 | 1–0 | 1–0 | 0–0 | 1–1 | 1–0 | —   | —   | —   | 1–0 | —   | 1–2 | —   | —   |
| Banfield                | —   | 1–1 | —   | —   | 1–1 | —   | —   | —   | —   | 1–2 | —   | —   | 1–1 | —   | 2–0 | 1–2 | 0–2 | 2–0 | —   | 2–1 | —   | —   | —   | 1–1 | 1–1 | 0–1 | —   | 2–2 |
| Barracas Central        | —   | 0–2 | 0–1 | —   | 1–1 | —   | —   | —   | —   | 1–1 | —   | —   | 0–2 | —   | 1–1 | —   | 3–3 | 0–1 | —   | 0–2 | —   | —   | —   | 1–1 | 1–1 | 0–0 | —   | 0–5 |
| Belgrano                | 1–0 | —   | —   | —   | —   | 2–0 | 2–1 | 1–2 | 2–1 | 2–2 | 0–1 | 1–0 | —   | 1–1 | 0–2 | 3–1 | —   | —   | 0–1 | 4–4 | —   | —   | —   | —   | —   | —   | 1–1 | —   |
| Boca Juniors            | 1–0 | —   | 3–0 | 1–1 | —   | —   | —   | —   | 1–1 | —   | 1–0 | 4–1 | —   | 0–0 | —   | —   | —   | —   | —   | —   | 0—1 | 2–1 | 3–2 | —   | 0–0 | —   | 1–0 | 1–0 |
| Central Córdoba         | —   | —   | 0–0 | 2–1 | —   | 2–4 | —   | 2–0 | —   | 1–1 | —   | —   | —   | —   | 2–0 | 2–1 | —   | —   | 0–2 | 3–1 | —   | 0–1 | 0–1 | —   | 2–4 | —   | —   | 0–2 |
| Defensa y Justicia      | 2–1 | —   | 1–0 | 1–0 | —   | 2–2 | —   | —   | 1–1 | —   | 1–1 | 2–1 | —   | 0–0 | —   | —   | —   | —   | 1–3 | —   | 0–0 | 2–1 | 0–0 | —   | —   | —   | 0–0 | —   |
| Deportivo Riestra       | 2–0 | 2–0 | 1–1 | 0–0 | —   | —   | 1–0 | —   | —   | —   | —   | —   | 1–0 | —   | —   | —   | 3–1 | 3–3 | —   | —   | 2–0 | 0–2 | 1–0 | 2–1 | 0–0 | —   | —   | 1–1 |
| Estudiantes             | 2–2 | —   | —   | —   | —   | 1–1 | —   | 1–0 | 2–0 | —   | 4—1 | 1–1 | —   | 0–2 | 1–1 | 3–2 | —   | —   | 1–1 | —   | 1–2 | 1–1 | —   | —   | —   | —   | 0–0 | —   |
| Gimnasia y Esgrima      | 1–0 | 1–0 | 3–0 | 2–1 | —   | —   | 0–0 | —   | 0–0 | —   | —   | 0–1 | —   | —   | —   | —   | —   | 1–0 | —   | —   | 1–1 | 0–1 | 0–1 | —   | 0–1 | —   | 2–3 | 3–1 |
| Godoy Cruz              | 1–0 | 1–1 | 4–0 | 0–1 | —   | —   | 1–1 | —   | 4–1 | —   | —   | —   | 1–1 | —   | —   | —   | —   | 2–0 | —   | —   | 2–1 | 1–1 | 1–1 | 1–1 | 0–1 | —   | —   | 0–0 |
| Huracán                 | —   | —   | —   | —   | 1–0 | 0–0 | 0–0 | 3–1 | —   | 0–0 | 0–0 | —   | —   | 1–0 | 1–0 | 1–0 | 3–0 | —   | 1–0 | 0–0 | —   | —   | —   | 3–1 | —   | 0–2 | —   | —   |
| Independiente           | 0–0 | 2–1 | 2–1 | 0–0 | —   | —   | 2–0 | —   | 3–1 | —   | 1–0 | 1–1 | —   | —   | —   | —   | —   | —   | —   | —   | 0–0 | 1–0 | 0–0 | —   | 1–3 | —   | 3–0 | 1–1 |
| Independiente Rivadavia | 2–1 | —   | —   | —   | —   | 1–1 | —   | 1–0 | 0–0 | —   | 1–0 | 0–0 | —   | 1–0 | —   | 1–1 | —   | —   | 0–2 | —   | 2–1 | 1–1 | 1–0 | —   | —   | —   | 0–1 | —   |
| Instituto               | 1–0 | —   | —   | 0–1 | —   | 0–0 | —   | 4–1 | 2–1 | —   | 2–1 | 1–3 | —   | 3–1 | —   | —   | —   | —   | 2–0 | —   | 2–3 | 0–0 | 2–0 | —   | —   | —   | 1–1 | —   |
| Lanús                   | —   | —   | —   | —   | 3–2 | 1–0 | 1–1 | 0–0 | —   | 2–1 | 0–0 | 1–1 | —   | 0–2 | 0–2 | 2–0 | —   | —   | 0–0 | 2–0 | —   | —   | —   | —   | —   | 3–2 | 1–1 | —   |
| Newell's Old Boys       | —   | —   | —   | —   | 0–0 | 0–1 | 2–3 | 1–0 | —   | 1–4 | —   | —   | 2–4 | 2–1 | 0–0 | 0–2 | 2–1 | —   | 2–0 | 0–1 | —   | —   | —   | 1–1 | —   | 1–0 | —   | —   |
| Platense                | 2–1 | —   | 0–1 | 0–0 | —   | 1–0 | —   | —   | 0–0 | —   | 1–0 | 1–0 | —   | 0–0 | —   | —   | —   | —   | —   | —   | 0–0 | 1–0 | 1–2 | —   | —   | —   | 1–0 | 0–2 |
| Racing                  | 3–0 | —   | —   | —   | —   | 2–1 | —   | 4–3 | 1–0 | 4–5 | 0–1 | 3–0 | —   | 0—0 | 2–1 | 2–0 | —   | —   | 1–1 | —   | 1–0 | —   | —   | —   | —   | —   | 2–1 | —   |
| River Plate             | —   | 4–1 | 3–1 | 3–0 | 3–0 | —   | 3–0 | —   | —   | —   | —   | —   | 1–1 | —   | —   | —   | 2–2 | 0–0 | —   | —   | —   | 4–0 | 1–1 | 1–0 | 0–1 | 3–1 | —   | 1–1 |
| Rosário Central         | —   | 1–0 | 1–1 | 0–1 | 2–1 | —   | —   | —   | —   | —   | —   | —   | 0–1 | —   | —   | —   | 1–1 | 1—0 | —   | 0–2 | —   | —   | 0–1 | 4–2 | 2–2 | 1–1 | —   | 3–0 |
| San Lorenzo             | —   | 0–1 | 2–1 | 1–0 | 0–2 | —   | —   | —   | —   | 1–1 | —   | —   | 1–1 | —   | —   | —   | 1–1 | 1–1 | —   | 1–2 | —   | —   | —   | 0–1 | 2–0 | 0–1 | —   | 0–1 |
| Sarmiento               | —   | —   | —   | —   | 0–0 | 0–2 | 1–3 | 1–1 | —   | 2–0 | 1–1 | —   | —   | 0–0 | 0–1 | 1–2 | 0–0 | —   | 1–0 | 1–0 | —   | —   | —   | —   | —   | 0–0 | 1–0 | —   |
| Talleres                | —   | 2–0 | —   | —   | 0—0 | —   | —   | 1–1 | —   | 1–0 | —   | —   | 1–0 | —   | 2–1 | 1–1 | 1–2 | 1–3 | 2–1 | 2–0 | —   | —   | —   | 2–0 | —   | 1–1 | —   | —   |
| Tigre                   | —   | —   | —   | —   | 1–1 | 3–0 | 1–1 | 0–4 | 2–1 | 0–1 | 1–1 | 0–2 | —   | 1–1 | 0–2 | 0–0 | —   | —   | 0–0 | 0–4 | —   | —   | —   | —   | —   | —   | 5–1 | —   |
| Unión de Santa Fe       | 3–0 | 1–0 | 1–0 | 2–0 | —   | —   | 0–2 | —   | 0–0 | —   | —   | 3–1 | 0–1 | —   | —   | —   | —   | 2–0 | —   | —   | 0–0 | 1–0 | 2–1 | —   | 2–3 | —   | —   | 1–0 |
| Vélez Sarsfield         | —   | 1–1 | —   | —   | 1–1 | —   | —   | 3–0 | —   | 2–0 | —   | —   | 2–0 | —   | 4–0 | 1–0 | 0–0 | 1–1 | —   | 1–0 | —   | —   | —   | 1–0 | 3–0 | 1–0 | —   | —   |

## Premiação
| Campeonato Argentino de 2024 Liga Profesional de Fútbol |
| ------------------------------------------------------- |
| Vélez Sarsfield Campeão (11º título)                    |

## Classificação geral

### Classificação às competições internacionais
O campeão da Liga Profissional de 2024, o campeão da Copa da Liga Profissional de 2024 e o campeão da Copa da Argentina de 2024 ganharam uma vaga na Copa Libertadores de 2025.
As vagas restantes para a Libertadores de 2025, bem como para a Copa Sul-Americana de 2025, foram determinados por uma classificação acumulada da Liga Profissional de 2024 e da Copa da Liga Profissional de 2024 (com exceção dos jogos do "mata-mata"). As três melhores equipes na dita classificação que ainda não estão qualificadas para nenhum torneio internacional asseguraram vaga para a Copa Libertadores de 2025, enquanto as próximas seis equipes se qualificaram para a Copa Sul-Americana de 2025.

### Rebaixamento
Nesta temporada, a última equipe da tabela agregada seria rebaixada para a segunda divisão de 2025, mas, em 17 de outubro de 2024, a AFA decidiu que nenhuma equipe seria rebaixada.
| Pos | Equipe                  | Pts | J  | V  | E  | D  | GP | GC | SG  | Classificação                                |
| --- | ----------------------- | --- | -- | -- | -- | -- | -- | -- | --- | -------------------------------------------- |
| 1   | Vélez Sarsfield         | 76  | 41 | 21 | 13 | 7  | 52 | 29 | +23 | Fase de grupos da Copa Libertadores de 2025  |
| 2   | Talleres                | 72  | 41 | 19 | 15 | 7  | 58 | 43 | +15 | Fase de grupos da Copa Libertadores de 2025  |
| 3   | River Plate             | 70  | 41 | 18 | 16 | 7  | 64 | 31 | +33 | Fase de grupos da Copa Libertadores de 2025  |
| 4   | Racing                  | 70  | 41 | 21 | 7  | 13 | 66 | 41 | +25 | Fase de grupos da Copa Libertadores de 2025  |
| 5   | Boca Juniors            | 67  | 41 | 18 | 13 | 10 | 50 | 35 | +15 | Segunda fase da Copa Libertadores de 2025    |
| 6   | Godoy Cruz              | 64  | 41 | 17 | 13 | 11 | 47 | 34 | +13 | Fase de grupos da Copa Sul-Americana de 2025 |
| 7   | Estudiantes             | 63  | 41 | 16 | 15 | 10 | 55 | 43 | +12 | Fase de grupos da Copa Libertadores de 2025  |
| 8   | Independiente           | 63  | 41 | 15 | 18 | 8  | 39 | 27 | +12 | Fase de grupos da Copa Sul-Americana de 2025 |
| 9   | Huracán                 | 62  | 41 | 16 | 14 | 11 | 40 | 30 | +10 | Fase de grupos da Copa Sul-Americana de 2025 |
| 10  | Unión de Santa Fe       | 60  | 41 | 16 | 12 | 13 | 43 | 40 | +3  | Fase de grupos da Copa Sul-Americana de 2025 |
| 11  | Lanús                   | 59  | 41 | 15 | 14 | 12 | 48 | 45 | +3  | Fase de grupos da Copa Sul-Americana de 2025 |
| 12  | Defensa y Justicia      | 58  | 41 | 14 | 16 | 11 | 44 | 46 | −2  | Fase de grupos da Copa Sul-Americana de 2025 |
| 13  | Platense                | 57  | 41 | 14 | 15 | 12 | 30 | 32 | −2  |                                              |
| 14  | Argentinos Juniors      | 56  | 41 | 15 | 11 | 15 | 47 | 42 | +5  |                                              |
| 15  | Instituto               | 53  | 41 | 15 | 8  | 18 | 50 | 48 | +2  |                                              |
| 16  | Atlético Tucumán        | 50  | 41 | 12 | 14 | 15 | 36 | 50 | −14 |                                              |
| 17  | Belgrano                | 49  | 41 | 11 | 16 | 14 | 52 | 53 | −1  |                                              |
| 18  | Barracas Central        | 49  | 41 | 11 | 16 | 14 | 35 | 48 | −13 |                                              |
| 19  | Newell's Old Boys       | 49  | 41 | 13 | 10 | 18 | 35 | 50 | −15 |                                              |
| 20  | Gimnasia y Esgrima      | 48  | 41 | 13 | 9  | 19 | 39 | 46 | −7  |                                              |
| 21  | Deportivo Riestra       | 48  | 41 | 11 | 15 | 15 | 34 | 43 | −9  |                                              |
| 22  | Rosário Central         | 47  | 41 | 12 | 11 | 18 | 37 | 48 | −11 |                                              |
| 23  | Independiente Rivadavia | 46  | 41 | 12 | 10 | 19 | 36 | 50 | −14 |                                              |
| 24  | San Lorenzo             | 45  | 41 | 10 | 15 | 16 | 30 | 40 | −10 |                                              |
| 25  | Central Córdoba         | 42  | 41 | 10 | 12 | 19 | 39 | 56 | −17 | Fase de grupos da Copa Libertadores de 2025  |
| 26  | Banfield                | 41  | 41 | 9  | 14 | 18 | 36 | 51 | −15 |                                              |
| 27  | Tigre                   | 39  | 41 | 9  | 12 | 20 | 34 | 55 | −21 |                                              |
| 28  | Sarmiento               | 35  | 41 | 7  | 14 | 20 | 27 | 47 | −20 |                                              |

1. 1 2 3  Vélez Sarsfield, Racing, Estudiantes Central Córdoba se classificaram para a fase de grupos da Copa Libertadores ao vencerem a Primeira Divisão Argentina, a Copa Sul-Americana, a Copa da Liga Profissional e a Copa Argentina, respectivamente.

## Estatísticas da temporada
| Pos. | Jogador          | Clube           | Total |
| ---- | ---------------- | --------------- | ----- |
| 1    | Franco Jara      | Belgrano        | 13    |
| 2    | Braian Romero    | Vélez Sarsfield | 12    |
| 3    | Miguel Borja     | River Plate     | 11    |
| 4    | Milton Giménez   | Boca Juniors    | 10    |
| 4    | Mateo Pellegrino | Platense        | 10    |

| Pos. | Jogador          | Clube                   | Total |
| ---- | ---------------- | ----------------------- | ----- |
| 1    | Marcelino Moreno | Lanús                   | 9     |
| 2    | Gastón Lodico    | Instituto               | 6     |
| 2    | Sebastián Villa  | Independiente Rivadavia | 6     |
| 2    | Thiago Fernández | Vélez Sarsfield         | 6     |